# Mistrz (film 2020)
Mistrz – polski dramat biograficzny z 2020 roku w reżyserii Macieja Barczewskiego. Premiera kinowa odbyła się 27 sierpnia 2021.
Akcja filmu „Mistrz” inspirowanego historią pięściarza Tadeusza „Teddy’ego” Pietrzykowskiego, rozgrywa się w początkowym okresie funkcjonowania obozu koncentracyjnego Auschwitz. Przedwojenny mistrz Warszawy w wadze koguciej trafił do niego w pierwszym transporcie w 1940 roku. Więzień 77, bo takim numerem został oznaczony, stoczył podczas 3-letniego pobytu kilkadziesiąt zwycięskich pojedynków na ringu, w których stawką było jego życie. Dla współwięźniów stał się symbolem nadziei na przetrwanie i pokonanie nazistowskiego terroru. 
Równolegle z premierą kinową „Mistrza” ukaże się muzyka z filmu skomponowana przez Bartosza Chajdeckiego. 1 września do sprzedaży trafiła także książka „MISTRZ. Tadeusz „Teddy” Pietrzykowski” przygotowana przez córkę pięściarza Eleonorę Szafran.
W grudniu 2020 film był pokazywany w Konkursie Głównym 45. Festiwal Polskich Filmów Fabularnych w Gdyni
We wrześniu 2021 swoją premierę miał film The Champion of Auschwitz w Wielkiej Brytanii i Irlandii.

## Obsada
- Piotr Głowacki jako Tadeusz „Teddy” Pietrzykowski
- Grzegorz Małecki jako Rapportführer
- Marcin Bosak jako Lagerführer
- Marian Dziędziel jako Rotmistrz
- Piotr Witkowski jako Walter
- Rafał Zawierucha jako Klimko
- Marcin Czarnik jako Bruno
- Jan Szydłowski jako Janek